# Hyponephele mussitans
Hyponephele mussitans är en fjärilsart som beskrevs av Clench och Shoumatoff 1956. Hyponephele mussitans ingår i släktet Hyponephele och familjen praktfjärilar. Inga underarter finns listade i Catalogue of Life.